# Sindrome retrovirale acuta
Per sindrome retrovirale acuta, o sindrome acuta da HIV, conosciuta anche con il nome di sindrome similmononucleosica,  si intende una risposta transitoria, che ricorda uno stato simile alla mononucleosi o simile a uno stato influenzale, corrispondente alla cosiddetta infezione acuta primaria da HIV, che rappresenta la prima fase dell'infezione da HIV-1, verificabile dopo un periodo che va da 1 a 6 settimane dal contagio da HIV-1. Questa sindrome colpisce più della metà delle persone dopo il contagio da HIV. Già chiamata LAS (Lymphadenopathy syndrome, in italiano sindrome da linfoadenopatia), fu a lungo considerata una patologia separata dall'Aids vero e proprio, solo gradualmente riconosciuta come pre-Aids (ARC, AIDS Related Complex).

## Sintomatologia
La sindrome acuta da HIV si manifesta con dei sintomi che ricordano quella di una mononucleosi infettiva, accompagnata con viremia e risposta immune verso il virus HIV.
Tutti i sintomi, quelli maggiori e quelli minori all'improvviso scompaiono nell'individuo che in seguito avrà l'AIDS. Il periodo di distacco fra comparsa dei sintomi e infezione da AIDS può raggiungere anche alcuni anni.

### Sintomi maggiori
Elementi caratteristici della sindrome sono febbre, faringodinia, grave prostrazione, anoressia, rash maculopapulare, linfoadenopatia.

### Sintomi minori
Meno frequenti sono cefalea, fotofobia, mialgie, crampi addominali, eruzione pruriginosa che può essere sia maculopapulare sia urticarioide, stomatite aftosa, calo ponderale.

## Precisazione sui sintomi
È opportuno ricordare che tuttavia i sintomi dell'infezione sono molto aspecifici, e rimandano a moltissime altre infezioni virali. L'unico modo per essere certi dell'avvenuta infezione è eseguire un test HIV, tenendo presente che tale test ha un valore definitivo, con attendibilità completa, a 100 giorni dall'evento a rischio, ma che già a 45 giorni dall'evento a rischio ha un'attendibilità molto significativa.